# Дон Ку, сын Зорро
Дон Ку, сын Зорро (англ. Don Q Son of Zorro) — американский приключенческий фильм режиссёра Дональда Криспа, вышедший на экраны в 1925 году.

## Сюжет
История о доне Сезаре Вега, сыне того самого Зорро, и его приключениях в Мадриде, куда он, как и отец, поехал учиться. Хотя фильм и задуман как продолжение нашумевшего «Знака Зорро», сам Зорро появляется только в самом конце, да и то ненадолго. К тому же маскировки ему уже не нужна, ведь все давно знают, кто скрывается под маской.

## В ролях
- Мэри Астор — Долорес де Муро
- Джек МакДональд — генерал де Муро
- Дональд Крисп — дон Себастьян
- Стелла де Ленти — королева
- Уорнер Оулэнд — эрцгерцог
- Джин Хершолт — дон Фабрика
- Альберт МакКуорри — полковник Матсадо
- Лотти Пикфорд — Лола
- Чарльз Стивенс — Робледо
- Энрике Акоста — Рамон
- Дуглас Фэрбенкс — Зорро